# Josh O'Connor
Joshua Mathias O'Connor, detto Josh (Southampton, 20 maggio 1990), è un attore britannico.
Ha ottenuto il riconoscimento per la sua interpretazione nel film La terra di Dio - God's Own Country (2017), recitando in seguito nei film Emma. (2020), La chimera (2023) e Challengers (2024).
In campo televisivo, ha ricevuto il plauso della critica per la sua interpretazione di Carlo III del Regno Unito nella terza e quarta stagione della serie Netflix The Crown (2019-2020), per la quale si è aggiudicato un Premio Emmy, due Screen Actors Guild Awards, un Critics Choice Television Award e un Golden Globe nella sezione migliore attore in una serie drammatica, nonché due candidature al BAFTA Television Award.

## Biografia
O'Connor è cresciuto a Cheltenham, Inghilterra, figlio di un'ostetrica e di un insegnante. Ha frequentato la St. Edwards School e successivamente ha studiato recitazione presso la Bristol Old Vic Theatre School, diplomandosi nel 2011. Inizia muovere i primi passi nel mondo dello spettacolo partecipando a produzioni televisive come Lewis, Doctor Who e Law & Order: UK. Nel 2014 recita in Posh di Lone Scherfig, adattamento cinematografico dell'omonima opera teatrale di Laura Wade. Nel 2015 ottiene una parte nel film biografico The Program di Stephen Frears, da cui viene diretto nuovamente in Florence con Meryl Streep. Nel 2017 interpreta l'allevatore Johnny nel drammatico La terra di Dio - God's Own Country, ruolo per cui vince il premio come miglior attore ai British Independent Film Awards 2017.
Tra il 2019 e il 2020, partecipa alla terza e alla quarta stagione della serie televisiva The Crown e per la sua interpretazione nel ruolo del Principe Carlo ha vinto il Premio Emmy e il Golden Globe per il miglior attore in una serie drammatica. Nel 2023 interpreta il ruolo di Arthur, giovane inglese protagonista del film La chimera, diretto da Alice Rohrwacher, presentato in concorso alla 76ª edizione del Festival di Cannes. Nello stesso anno scrive il soggetto e recita in Bonus Track, oltre ad apparire accanto a Kate Winslet in Lee. Nel 2024 affianca Zendaya e Mike Faist nel film Challengers di Luca Guadagnino.

## Filmografia

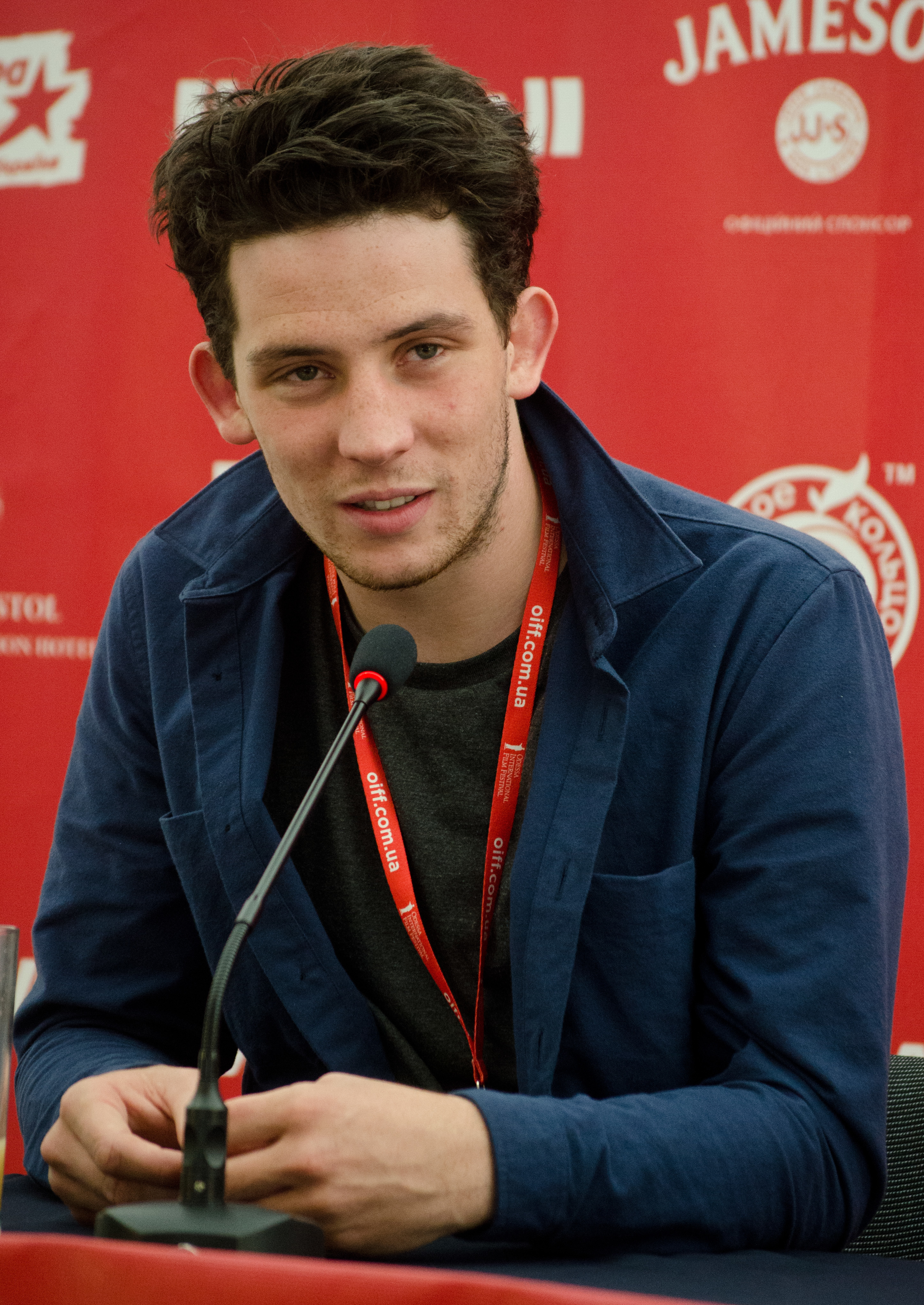
Josh O'Connor al Festival internazionale del cinema di Odessa nel 2015

### Cinema
- The Eschatrilogy: Book of the Dead, regia di Damian Morter (2012)
- The Magnificent Eleven, regia di Jeremy Wooding (2013)
- Hide & Seek, regia di Joanna Coates (2014)
- Posh, regia di Lone Scherfig (2014)
- Bridgend, regia di Jeppe Rønde (2015)
- Cenerentola (Cinderella), regia di Kenneth Branagh (2015)
- The Program, regia di Stephen Frears (2015)
- Florence (Florence Foster Jenkins), regia di Stephen Frears (2016)
- La terra di Dio - God's Own Country (God's Own Country), regia di Francis Lee (2017)
- Only You, regia di Harry Wootliff (2018)
- Le cose che non ti ho detto (Hope Gap), regia di William Nicholson (2019)
- Emma., regia di Autumn de Wilde (2020)
- Secret Love (Mothering Sunday), regia di Eva Husson (2021)
- La chimera, regia di Alice Rohrwacher (2023)
- Lee Miller (Lee), regia di Ellen Kuras (2023)
- Bonus Track, regia di Julia Jackman (2023)
- Challengers, regia di Luca Guadagnino (2024)
- The History of Sound, regia di Oliver Hermanus (2025)
- The Mastermind, regia di Kelly Reichardt (2025)
- Wake Up Dead Man: Knives Out (Wake Up Dead Man: A Knives Out Mystery), regia di Rian Johnson (2025)

### Televisione
- Lewis – serie TV, episodio 6x02 (2012)
- Doctor Who – serie TV, episodio 7x08 (2013)
- Law & Order: UK – serie TV, episodio 7x06 (2013)
- London Irish – serie TV, episodio 1x02 (2013)
- Peaky Blinders – serie TV, 3 episodi (2014)
- Ripper Street – serie TV, 8 episodi (2014)
- Padre Brown (Father Brown) – serie TV, episodio 3x02 (2015)
- I Durrell - La mia famiglia e altri animali (The Durrells) – serie TV, 26 episodi (2016-2019)
- I miserabili (Les Misérables) – miniserie TV, 3 puntate (2018-2019)
- The Crown – serie TV (2019-2020)
- Romeo & Juliet (2021) - film teatrale

## Riconoscimenti
- Golden Globe
  - 2021 – Miglior attore in una serie drammatica per The Crown
- Festival del cinema di Stoccolma
  - 2017 – Miglior attore per La terra di Dio - God's Own Country
- British Independent Film Awards
  - 2017 – Miglior attore per La terra di Dio – God's Own Country
  - 2019 – Miglior attore per Only You
- Premio BAFTA
  - 2018 – Candidatura per la miglior stella emergente[6]
  - 2020 – Candidatura per il miglior attore non protagonista per The Crown
  - 2021 – Candidatura per il miglior attore per The Crown
- Premio Emmy
  - 2021 – Miglior attore protagonista in una serie drammatica per The Crown
- Screen Actors Guild Award
  - 2020 – Miglior cast in una serie drammatica per The Crown
  - 2021 – Miglior cast in una serie drammatica per The Crown
  - 2021 –Candidatura per il miglior attore in una serie drammatica per The Crown
- Critics' Choice Awards
  - 2021 – Miglior attore protagonista in una serie drammatica per The Crown
- David di Donatello
  - 2024 – Candidatura per il miglior attore protagonista per La chimera

## Doppiatori italiani
Nelle versioni in italiano delle opere in cui ha recitato, Josh O'Connor è stato doppiato da:
- Flavio Aquilone ne I miserabili, Emma., Secret Love
- Alberto Franco in Challengers, Lee Miller
- Mattia Bressan in The Crown
- Stefano Sperduti in Posh
- Emanuele Ruzza in The Program
- Luca Mannocci ne I Durrell - La mia famiglia e altri animali (Stagione I e II)
- Gabriele Vender ne I Durrell - La mia famiglia e altri animali (Stagione III e IV)
- Gianluca Crisafi ne La terra di Dio - God's Own Country